# Cipocereus crassisepalus
Cipocereus crassisepalus là một loài thực vật có hoa trong họ Cactaceae. Loài này được (Buining & Brederoo) Zappi & N.P.Taylor mô tả khoa học đầu tiên năm 1991.